# Vườn quốc gia núi Cradle-hồ St Clair
Vườn quốc gia núi Cradle-hồ St Clair tọa lạc tại cao nguyên trung tâm của Tasmania (Úc), cách Hobart 165 km về phía tây bắc. Vườn quốc gia có nhiều đường mòn, và là nơi chuyên đi dọc theo Overland Track thường bắt đầu. Những điểm nổi bật của vườn là núi Cradle và Barn Bluff ở góc bắc, núi Pelion East, núi Pelion West, núi Oakleigh và núi Ossa ở trung tâm và hồ St Clair ở góc nam. Vườn là một phần của Khu di sản thế giới hoang dã Tasmania.

## Đa dạng sinh học

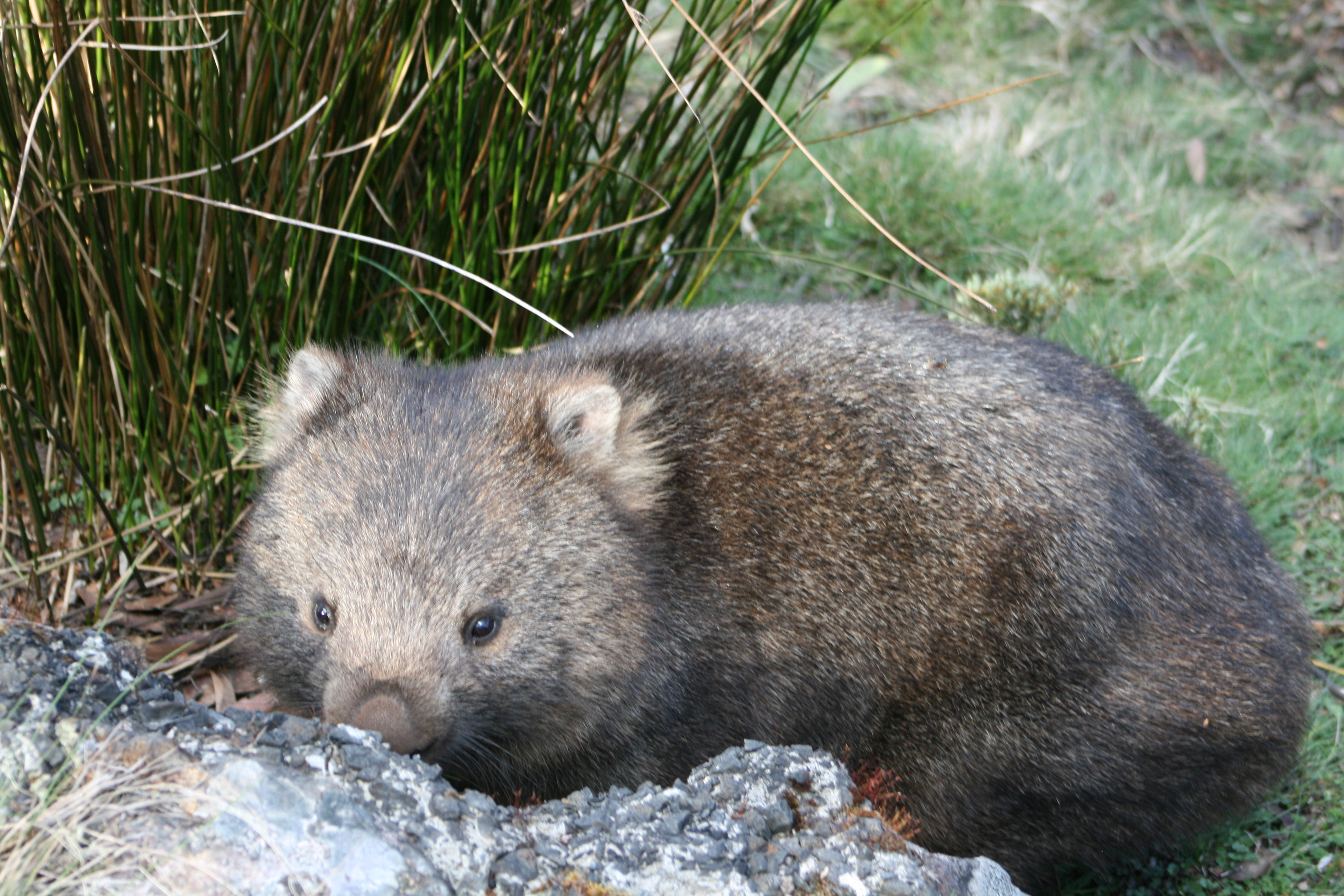
Wombat.

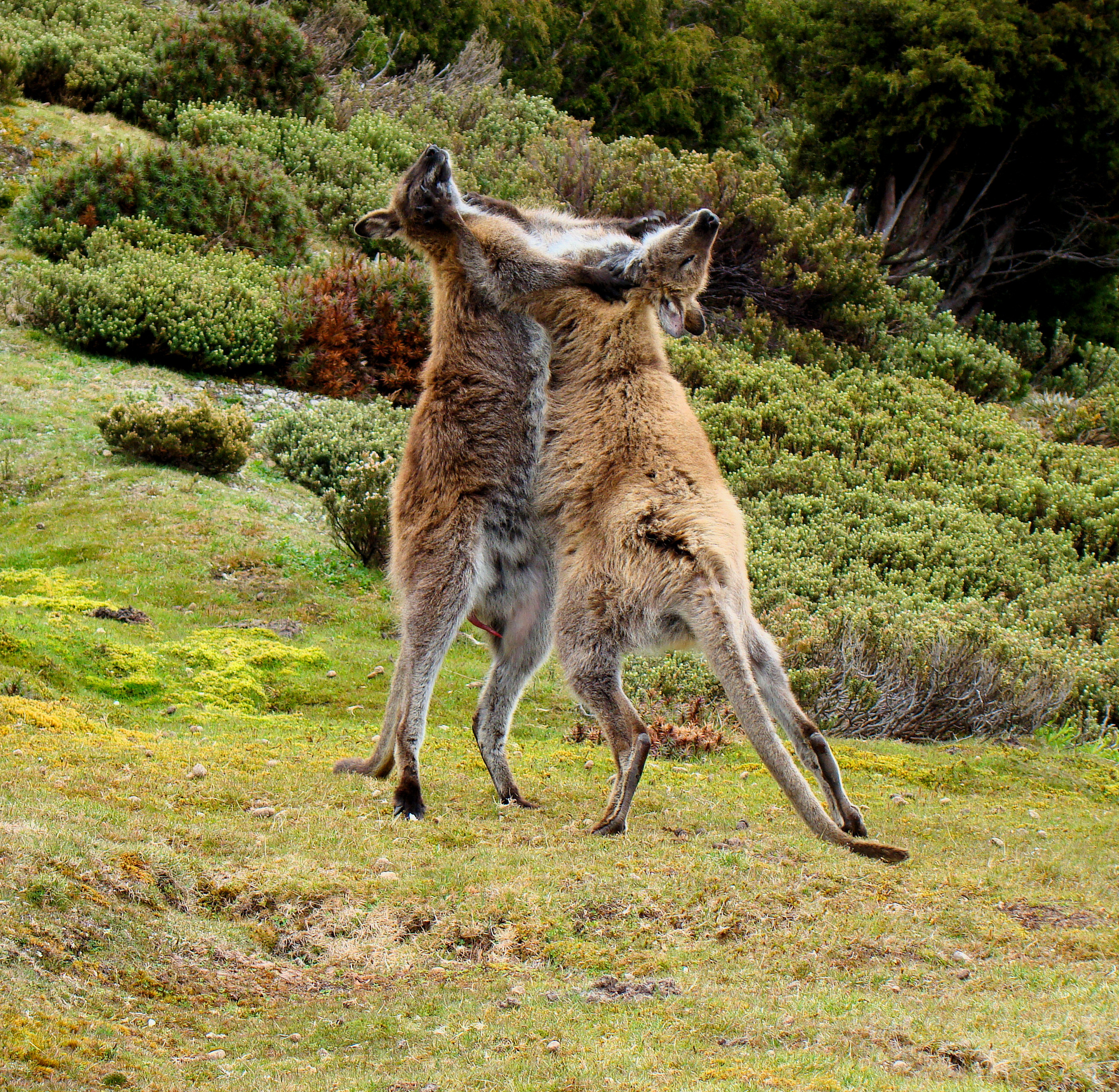
Hai con Macropus rufogriseus đực đánh nhau gần núi Ossa

Vườn quốc gia núi Cradle-hồ St Clair là một nơi cư ngụ của nhiều loài đặc hữu Tasmania — 40–55% các loài thực vật kiểu Alps được ghi nhận trong vườn là loài đặc hữu. Hệ thực vật khí hậu Alps trong vườn rất đa dạng và thường không bị ảnh hưởng bởi những vụ cháy rừng gây ảnh hưởng nghiêm trọng đến khu vực xung quanh.
Những loài động vật hiện diện trọng vườn gồm có: Thylogale, Macropus rufogriseus, Dasyurus, quỷ Tasmania, thú lông nhím, thú mỏ vịt, wombat, possum, quạ và currawong.

### Chim
Nơi này đã được định là một vùng chim quan trọng (IBA) vì nó cung cấp nơi cư ngụ cho 11 loài chim đặc hữu Tasmania, cũng như cho Petroica phoenicea, Petroica rodinogaster và Calamanthus fuliginosus. Đây là nơi bảo tồn quan trọng với các loài này.

### Nấm
Nấm cũng có một phần của sự đa dạng sinh học của vườn. Nấm có nhiều vai trò trong hệ sinh thái vườn quốc gia. Một loài dễ bắt gặp là Aurantiporus pulcherrimus.

## Trong phim
Khu vực này được sử dụng để quay hai phân đoạn đầu tiên của phim tài liệu Discovery Channel When Dinosaurs Roamed America. Hai phân đoạn đó được thiết đặt tại Late Triassic New York và Early Jurassic Pennsylvania.

## Khí hậu
| Dữ liệu khí hậu của Cradle-Mountain-Lake St. Clair National Park, Tasmania | Dữ liệu khí hậu của Cradle-Mountain-Lake St. Clair National Park, Tasmania | Dữ liệu khí hậu của Cradle-Mountain-Lake St. Clair National Park, Tasmania | Dữ liệu khí hậu của Cradle-Mountain-Lake St. Clair National Park, Tasmania | Dữ liệu khí hậu của Cradle-Mountain-Lake St. Clair National Park, Tasmania | Dữ liệu khí hậu của Cradle-Mountain-Lake St. Clair National Park, Tasmania | Dữ liệu khí hậu của Cradle-Mountain-Lake St. Clair National Park, Tasmania | Dữ liệu khí hậu của Cradle-Mountain-Lake St. Clair National Park, Tasmania | Dữ liệu khí hậu của Cradle-Mountain-Lake St. Clair National Park, Tasmania | Dữ liệu khí hậu của Cradle-Mountain-Lake St. Clair National Park, Tasmania | Dữ liệu khí hậu của Cradle-Mountain-Lake St. Clair National Park, Tasmania | Dữ liệu khí hậu của Cradle-Mountain-Lake St. Clair National Park, Tasmania | Dữ liệu khí hậu của Cradle-Mountain-Lake St. Clair National Park, Tasmania | Dữ liệu khí hậu của Cradle-Mountain-Lake St. Clair National Park, Tasmania |
| Tháng                                                                      | 1                                                                          | 2                                                                          | 3                                                                          | 4                                                                          | 5                                                                          | 6                                                                          | 7                                                                          | 8                                                                          | 9                                                                          | 10                                                                         | 11                                                                         | 12                                                                         | Năm                                                                        |
| -------------------------------------------------------------------------- | -------------------------------------------------------------------------- | -------------------------------------------------------------------------- | -------------------------------------------------------------------------- | -------------------------------------------------------------------------- | -------------------------------------------------------------------------- | -------------------------------------------------------------------------- | -------------------------------------------------------------------------- | -------------------------------------------------------------------------- | -------------------------------------------------------------------------- | -------------------------------------------------------------------------- | -------------------------------------------------------------------------- | -------------------------------------------------------------------------- | -------------------------------------------------------------------------- |
| Cao kỉ lục °C (°F)                                                         | 33.0 (91.4)                                                                | 31.9 (89.4)                                                                | 30.2 (86.4)                                                                | 23.2 (73.8)                                                                | 21.7 (71.1)                                                                | 14.2 (57.6)                                                                | 13.1 (55.6)                                                                | 17.0 (62.6)                                                                | 20.4 (68.7)                                                                | 25.7 (78.3)                                                                | 28.0 (82.4)                                                                | 32.6 (90.7)                                                                | 33.0 (91.4)                                                                |
| Trung bình ngày tối đa °C (°F)                                             | 19.3 (66.7)                                                                | 19.2 (66.6)                                                                | 16.6 (61.9)                                                                | 13.0 (55.4)                                                                | 10.3 (50.5)                                                                | 7.7 (45.9)                                                                 | 7.3 (45.1)                                                                 | 8.2 (46.8)                                                                 | 10.0 (50.0)                                                                | 12.6 (54.7)                                                                | 15.5 (59.9)                                                                | 17.3 (63.1)                                                                | 13.1 (55.6)                                                                |
| Tối thiểu trung bình ngày °C (°F)                                          | 6.3 (43.3)                                                                 | 5.9 (42.6)                                                                 | 4.2 (39.6)                                                                 | 2.8 (37.0)                                                                 | 1.6 (34.9)                                                                 | 0.2 (32.4)                                                                 | −0.1 (31.8)                                                                | 0.3 (32.5)                                                                 | 0.9 (33.6)                                                                 | 2.0 (35.6)                                                                 | 3.6 (38.5)                                                                 | 5.0 (41.0)                                                                 | 2.8 (37.0)                                                                 |
| Thấp kỉ lục °C (°F)                                                        | −2.5 (27.5)                                                                | −4.0 (24.8)                                                                | −4.1 (24.6)                                                                | −5.0 (23.0)                                                                | −6.0 (21.2)                                                                | −7.0 (19.4)                                                                | −7.2 (19.0)                                                                | −7.0 (19.4)                                                                | −6.2 (20.8)                                                                | −6.5 (20.3)                                                                | −4.0 (24.8)                                                                | −2.6 (27.3)                                                                | −7.2 (19.0)                                                                |
| Lượng mưa trung bình mm (inches)                                           | 101.7 (4.00)                                                               | 83.6 (3.29)                                                                | 107.1 (4.22)                                                               | 135.0 (5.31)                                                               | 157.1 (6.19)                                                               | 172.8 (6.80)                                                               | 205.3 (8.08)                                                               | 247.6 (9.75)                                                               | 217.2 (8.55)                                                               | 175.2 (6.90)                                                               | 136.2 (5.36)                                                               | 130.8 (5.15)                                                               | 1.868,3 (73.56)                                                            |
| Nguồn: Bureau of Meteorology                                               |                                                                            |                                                                            |                                                                            |                                                                            |                                                                            |                                                                            |                                                                            |                                                                            |                                                                            |                                                                            |                                                                            |                                                                            |                                                                            |